# Beauté mathématique
Pour les articles homonymes, voir Beauté.

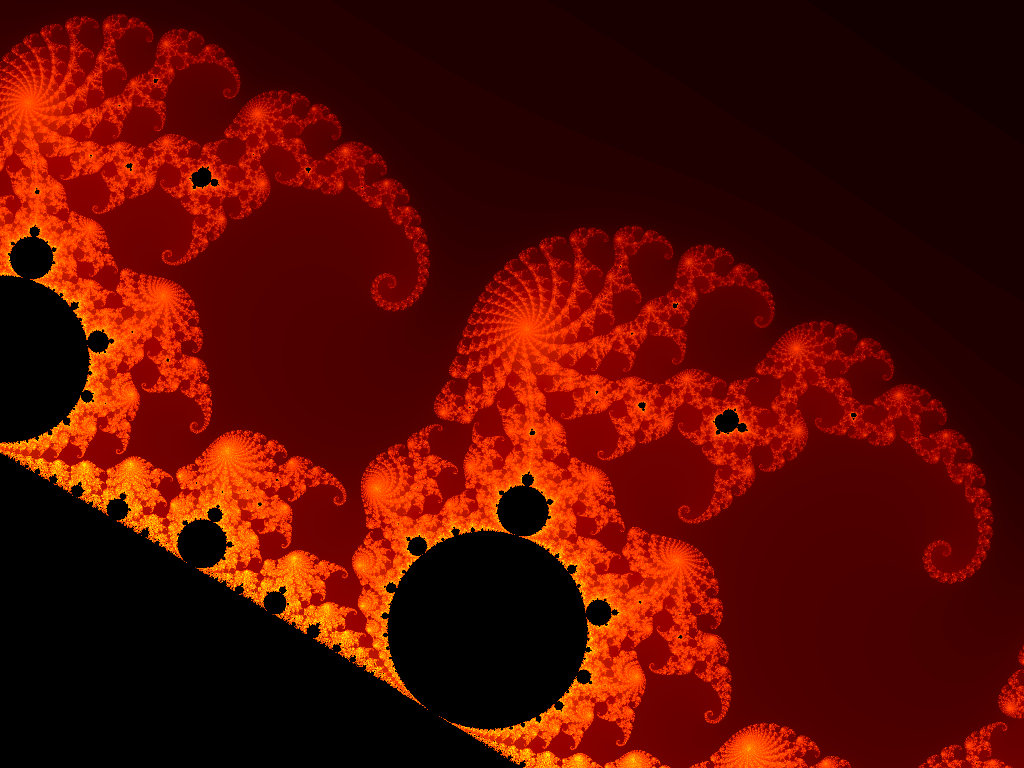
La frontière de l'ensemble de Mandelbrot.

La beauté mathématique est un sentiment de beauté que certaines personnes ressentent face aux mathématiques. Certains mathématiciens recherchent dans leur travail ou dans les mathématiques en général, un plaisir esthétique. Ils expriment ce plaisir en décrivant de « belles » parties des mathématiques. Ils peuvent considérer les mathématiques comme un art ou comme une activité créative. Des comparaisons sont souvent faites avec la musique et la poésie.

Pour Bertrand Russell, la beauté mathématique est « froide et austère, comme celle d'une sculpture sans référence à quelque partie de notre nature fragile, sans les magnifiques illusions de la peinture ou de la musique, et pourtant pure et sublime, capable d'une stricte perfection que seuls les plus grands arts peuvent montrer. »
« Les mathématiques ne possèdent pas seulement la vérité, mais la beauté suprême — la beauté froide et austère de la sculpture. »
Paul Erdős évoqua le caractère ineffable de la beauté des mathématiques en déclarant : « Pourquoi les nombres sont-ils beaux ? Cela revient à se demander pourquoi la neuvième symphonie de Beethoven est belle. Si vous ne voyez pas pourquoi, personne ne pourra vous l'expliquer. Je sais que les nombres sont beaux. S'ils ne sont pas beaux, rien ne l'est. »

Nombreux sont les scientifiques qui privilégient comme Paul Dirac la beauté de la mathématique à l'expérience, dans une quête platonicienne de la beauté qui puisse être en harmonie avec la vérité.
« Le chercheur, dans son effort pour exprimer les lois fondamentales de la Nature en langage mathématique, devrait en priorité tenter d'obtenir la beauté mathématique. Il arrive souvent que les exigences requises pour la simplicité et la beauté soient les mêmes, mais quand elles sont en désaccord, c'est la dernière qui doit être prioritaire. (…) Il est plus important d’avoir de belles équations que de leur demander d’être en accord avec l’expérience. (…) Il semble que si l’on travaille pour accéder à cette beauté, on soit sur une ligne de progrès assuré. »

## Dans les formules

Représentation graphique de l'identité d'Euler dans le plan complexe.

Une formule est considérée comme « belle » si elle apporte un résultat essentiel et surprenant par sa simplicité par rapport à la complexité apparente (donc en particulier une égalité dont un des membres est très simple alors que l'autre membre est très compliqué).
Un exemple de belle formule est celle de Leonhard Euler {\displaystyle \mathrm {e} ^{\mathrm {i} \pi }+1=0}, dont Euler lui-même disait qu'elle montrait la présence de la main de Dieu.

Dans le roman Enigma de Robert Harris, le mathématicien fictif Tom Jéricho qualifie de « cristalline » la beauté de la formule de Leibniz

## Dans les méthodes

Preuve sans mots du théorème de Pythagore.

Les mathématiciens peuvent qualifier une méthode dans une démonstration d'« élégante » quand :
- elle utilise peu de résultats préalables ;
- elle est exceptionnellement courte ;
- elle établit un résultat d'une façon surprenante (par exemple à partir de théorèmes qui ne sont apparemment pas en rapport avec celle-ci) ;
- elle est basée sur des concepts originaux ;
- elle fait appel à une méthode qui peut être généralisée pour résoudre facilement une famille de problèmes semblables.

Dans la quête d'une démonstration élégante, les mathématiciens cherchent souvent différentes manières indépendantes d'établir un théorème ; la première démonstration trouvée peut ne pas être la meilleure. Le théorème pour lequel le plus grand nombre de démonstrations différentes a été trouvé est probablement le théorème de Pythagore puisque des centaines de preuves ont été publiées. Un autre théorème qui a été démontré de beaucoup de façons est le théorème de réciprocité quadratique de Carl Friedrich Gauss dont de très nombreuses démonstrations différentes ont été publiées.
Inversement, des méthodes logiquement correctes mais qui impliquent des calculs laborieux, des méthodes trop nuancées, des approches très conventionnelles, ou qui s'appuient sur un grand nombre d'axiomes particulièrement puissants ou sur des résultats préalables eux-mêmes habituellement considérés comme peu élégants, peuvent être qualifiées de laides ou de maladroites. Ceci est lié au principe du rasoir d'Occam.

### Exemple très simple
Soit un train se déplaçant d'un point A à un point B à la vitesse de 10 km/h.
La distance entre A et B est de 10 km.
Soit une mouche qui part de B et qui fait des allers-retours entre le point B et le train.
Cette mouche va à la vitesse constante de 60 km/h (c'est une mouche très rapide).
Elle fait constamment des allers-retours entre le train et le point B et s'arrête dès que le train est arrivé.
On doit calculer quelle distance la mouche parcourt en tout.
Une première méthode non élégante consisterait à calculer les différents points où le train et la mouche se rencontrent, mettre cette distance sous la forme d'une suite, puis faire une somme infinie des termes de cette suite (lorsque le train va se rapprocher de l'arrivée, la mouche va rebondir très très vite, les points de rencontre vont tendre vers l'infini) et on obtient après de très longs calculs la réponse.
Une autre méthode, qualifiée d'élégante, serait de constater que la mouche va s'arrêter en même temps que le train, c'est-à-dire au bout d'une heure, donc qu'elle aura parcouru exactement 60 km.
Ce problème est classiquement posé dans l'unique but de tester l'aptitude d'un élève à choisir la méthode la plus simple.

## Dans les théorèmes
Les mathématiciens voient la beauté dans les théorèmes mathématiques qui permettent de faire le lien entre deux domaines des mathématiques qui semblent à première vue totalement indépendants. Ces résultats sont souvent considérés comme « profonds ».
Certains exemples sont souvent cités dans la littérature scientifique. C'est le cas par exemple de l'identité d'Euler (voir supra). Les exemples modernes incluent le théorème de modularité qui établit un lien important entre les courbes elliptiques et les formes modulaires (travail pour lequel ses auteurs Andrew Wiles et Robert Langlands reçurent le prix Wolf), et la « Conjecture monstrous moonshine » qui établit un lien entre le groupe Monstre et les fonctions modulaires par l'intermédiaire de la théorie des cordes pour laquelle Richard Borcherds se vit décerner la médaille Fields.
À contrario, un théorème « trivial » peut être une proposition qui se déduit de manière évidente et immédiate d'autres théorèmes connus, ou qui ne s'applique qu'à un ensemble spécifique d'objets particuliers. Cependant, il arrive qu'un théorème soit suffisamment original pour être considéré comme profond, bien que sa démonstration soit assez évidente. Ainsi la beauté d'une démonstration peut résider dans le hiatus entre sa simplicité et l'apparente difficulté du problème, fût-il trivial

« Il est vrai aussi que l'ambition la plus dévorante est impuissante à découvrir le moindre énoncé mathématique ou à le démontrer - tout comme elle est impuissante (par exemple) à « faire bander » (au sens propre du terme). Qu'on soit femme ou homme, ce qui « fait bander » n'est nullement l'ambition, le désir de briller, d'exhiber une puissance, sexuelle en l'occurrence - bien au contraire ! Mais la perception aiguë de quelque chose de fort, de très réel et de très délicat à la fois. On peut l'appeler « la beauté » et c'est là un des mille visages de cette chose-là. »

— Alexandre Grothendieck, Récoltes et Semailles

## La beauté dans l'expérience
Un certain plaisir dans la manipulation des nombres et des symboles est probablement requis pour s'engager dans les mathématiques. Étant donné l'utilité des mathématiques dans les sciences et la technologie, il est probable que toute société technologique cultive activement ses besoins d'esthétique.
Bertrand Russell (cité en introduction) évoqua la beauté austère des mathématiques.

## La beauté, gain d'une haute lutte
Carl Friedrich Gauss dit des mathématiques : « Les charmes enchanteurs de cette sublime science ne se décèlent dans toute leur beauté qu'à ceux qui ont le courage de l'approfondir. ».
Claude Chevalley dans un autre registre plus facétieux :  « La mathématique possède cette particularité de n'être pas comprise par les non-mathématiciens. ».

## Mathématique et symétrie
Georges-Théodule Guilbaud convoque dans la préface du livre d'Hermann Weyl consacré à la symétrie, la métaphore du groupe Bourbaki au sujet du primat de l'algèbre face au déclin de la géométrie :

« Sous cette impitoyable clarté, la géométrie classique se fane brusquement et perd son éclat. »

Il faut néanmoins nuancer son propos puisque Jean Dieudonné lui-même expliquait que c'était les méthodes géométriques qui se diffusaient paradoxalement dans toutes les parties des mathématiques actuelles avec une grande efficacité. Les mathématiques sont vivantes, leur conception en termes de beauté évolue et il faut se garder de propos trop peu nuancés.
Hermann Weyl explique en se basant sur l'exemple de la symétrie de rotation, qu'il faut dépasser les frontières de la géométrie, puis de l'abstraction mathématique pour accéder à une idée mathématique d'une grande généralité :

« On part de quelque principe général mais vague (la symétrie au premier sens retenu) ; puis on se trouve devant un cas particulier important (la symétrie bilatérale) qui permet de donner à cette notion un sens concret et précis et, enfin, à partir de ce cas, on s'élève à nouveau peu à peu jusqu'au général, guidé par la construction et l'abstraction mathématiques mieux que par les mirages de la philosophie. Alors, avec un peu de chance, on aboutit à une idée non moins universelle que celle dont on était parti. Peut-être aura-t-elle perdu, chemin faisant, son attrait émotionnel, mais elle aura conservé, ou même accru son pouvoir d'unification dans le domaine de la pensée. Enfin elle sera exacte et non plus vague. »

Pour Hermann Weyl, la symétrie est l'idée essentielle à travers laquelle l'humanité essaye de comprendre et de créer la beauté, l'ordre, la perfection. il rejoint l'idée aristotélicienne que les sciences mathématiques « mettent en évidence l’ordre, la symétrie et la limitation ; et cela ce sont les grandes formes de la beauté». Il met en évidence qu'elle est au cœur du problème de la relativité. Paul Dirac rejoint la pensée d'Hermann Weyl sur l'importance de la beauté en mathématique. Il pensait qu'il est plus important d'avoir une équation esthétique qu'en accord avec les données expérimentales. Il ajoute en 1928 un terme à l’équation -qui porte son nom- par souci de symétrie. Il a l'intuition -qui sera révélée plus tard par l'expérience- qu'elle a un sens dans la description des particules élémentaires.

## La beauté et la philosophie
Certains mathématiciens s'accordent à dire que faire des mathématiques est plus proche de la découverte que de l'invention. Ils estiment que les théorèmes détaillés et précis des mathématiques peuvent être raisonnablement considérés comme vrais indépendamment de l'univers dans lequel nous vivons. Par exemple, certains prétendent que la théorie des nombres entiers naturels est fondamentalement valable, d'une manière qui n'exige aucun contexte spécifique. Des mathématiciens ont extrapolé ce point de vue en considérant la beauté mathématique comme une vérité, se rapprochant dans certains cas du mysticisme. Pythagore et toute son école philosophique croyaient en la réalité littérale des nombres (voir l'article École pythagoricienne). La découverte de l'existence de nombres irrationnels provoqua un grand désarroi au sein de l'école; ils considérèrent l'existence de ces nombres non exprimables comme rapport de deux entiers naturels, comme une poussière dans l'univers. Dans la perspective moderne, la vision mystique des nombres par Pythagore serait celle d'un numérologiste plutôt que celle d'un mathématicien.
Dans la philosophie de Platon il y a deux mondes, le monde physique dans lequel nous vivons et un monde abstrait différent qui contient la vérité invariable, y compris celle des mathématiques (voir l'article Platonisme mathématique). Il pensait que le monde physique était un reflet dégradé d'un monde abstrait parfait. Après Platon, Aristote définit la beauté mathématique : « […] c'est se tromper que de reprocher aux sciences mathématiques de négliger absolument le beau et le bien. Loin de là, elles s'en occupent beaucoup ; et ce sont elles qui les démontrent le mieux. Si elles ne les nomment pas expressément, elles en constatent les effets et les rapports ; et l'on ne peut pas dire qu'elles n'en parlent point. Les formes les plus frappantes du beau sont l'ordre, la symétrie, la précision ; et ce sont les sciences mathématiques qui s'en occupent éminemment ».
Galilée affirmait que « La mathématique est l'alphabet dans lequel Dieu a écrit l'univers » et « le livre de la nature est écrit en langage mathématique ».
Le mathématicien hongrois Paul Erdős, bien qu'athée, parlait d'un livre idéal et imaginaire, dans lequel Dieu notait toutes les plus belles démonstrations mathématiques. Quand Erdős voulait exprimer sa satisfaction particulière d'une démonstration, il s'exclamait « Celle-ci vient du Livre ! ». Ce point de vue exprime l'idée que les mathématiques, étant la base intrinsèquement vraie sur laquelle sont établies les lois de notre univers, sont un candidat naturel pour ce qui a été personnifié sous le nom de Dieu par différents mystiques religieux.
Le philosophe français du vingtième siècle Alain Badiou affirme que l'ontologie est la mathématique. Badiou croit également en des liens profonds entre les mathématiques, la poésie et la philosophie.

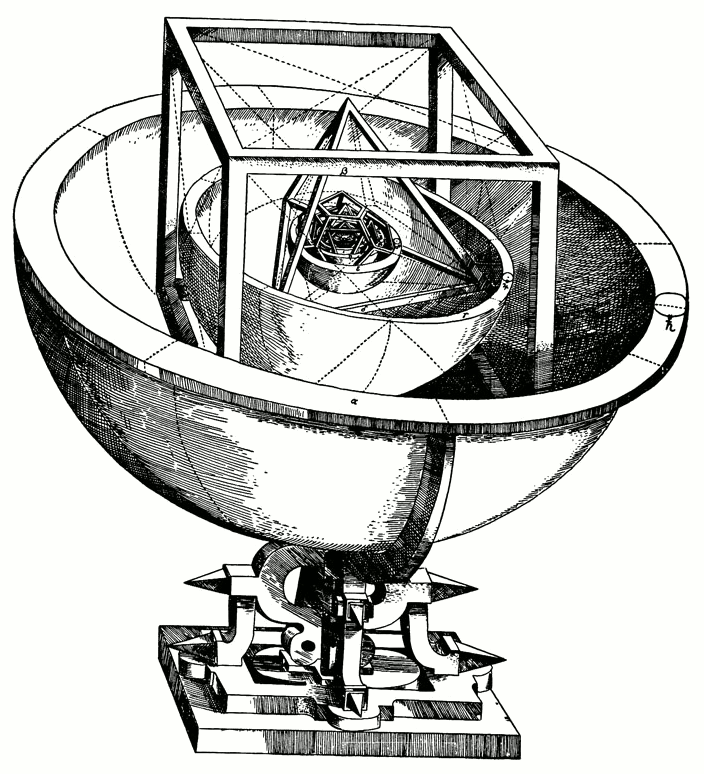
Modèle du Système solaire avec des solides de Platon réalisé par Johannes Kepler dans son Mysterium Cosmographicum (1596).

Dans certains cas, les philosophes et les scientifiques qui ont beaucoup utilisé les mathématiques établirent des liens entre la beauté et la vérité physique de manières qui se sont révélées fausses. Par exemple, à une étape dans sa vie, Johannes Kepler crut que les proportions des orbites des planètes connues jusqu'alors dans le Système solaire avaient été arrangées par Dieu pour les faire correspondre à un arrangement concentrique des cinq solides de Platon, chaque solide étant inscrit dans l'orbe d'une planète et circonscrit à l'orbe de la planète immédiatement inférieure. Comme il y a exactement cinq solides platoniciens, la théorie de Kepler ne pourrait seulement s'appliquer qu'à six orbites planétaires, et fut réfutée ultérieurement par la découverte d'Uranus. James Watson fit une erreur semblable quand il postula que chacune des quatre bases azotées de l'ADN est reliée à une base du même type se trouvant à l'opposé (thymine reliée à la thymine, etc.) en se basant sur la croyance que « ce qui est beau doit être vrai ».